# János Pach
János Pach (né le 3 mai 1954) est un mathématicien et informaticien théoricien hongrois qui travaille en combinatoire et en géométrie algorithmique.

## Biographie
Pach est né en 1954 et a grandi en Hongrie. Il est issu d'une famille académique réputée : son père, Zsigmond Pál Pach (hu) était un historien connu, et son oncle Pál Turán était l'un des mathématiciens hongrois les plus connus.
Pach obtient le diplôme de candidat ès sciences de l'Académie hongroise des sciences en 1983, sous la supervision de Miklós Simonovits, après une Ph. D. en 1981 avec une thèse intitulée « On Star-Systems in Graphs ».
Depuis 1977 Pach est membre de l'Institut de recherches mathématiques Alfréd-Rényi de l'Académie hongroise de sciences.
Aux États-Unis, Pach est professeur chercheur au Courant Institute of Mathematical Sciences de l'université de New York à partir de 1986, puis, de 1992 à 2011, Distinguished Professor d'informatique au City College of New York , et, en 2008-2009, Neilson Professor au Smith College à Northampton (Massachusetts, USA).
En 2008, il rejoint l'École polytechnique fédérale de Lausanne comme professeur de mathématiques.

## Responsabilités
Pach était président du comité de programme de l’International Symposium on Graph Drawing en 2004 et du Symposium on Computational Geometry en 2015. Avec Kenneth L. Clarkson (en) et Günter M. Ziegler, il est coéditeur-en-chef de la revue Discrete and Computational Geometry; il est membre du comité de rédaction de divers autres revues, parmi lesquelles Combinatorica, SIAM Journal on Discrete Mathematics, Computational Geometry, Graphs and Combinatorics, Central European Journal of Mathematics, et Moscow Journal of Combinatorics and Number Theory.
Pach était conférencier invité au Congrès international des mathématiciens de Séoul, en 2014.

## Recherche
Pach est auteur ou coauteur de plusieurs livres et éditions d'actes, et de plus de 200 articles de recherche. C'est l'un des collaborateurs les plus assidus de Paul Erdős avec qui il a écrit plus de 20 articles.
Les recherches de Pach concernent la combinatoire et la géométrie discrète. En 1981, il résout un problème de Ulam en montrant qu'il n'existe pas de graphe planaire universel. Au début des années 1990 il initie, avec Micha Perles, l'étude systématique de problèmes extrémaux dans les graphes topologiques. Parmi les articles de Pach les plus cités figurent :
- ceux sur la complexité combinatoire de familles de courbes dans le plan, et ses applications à la planification de mouvement[12],[13]
- le nombre maximal de K-sets (en) que peut avoir un ensemble de points dans le plan[14],
- les nombres de croisements en théorie des graphes[15],[16],
- le plongement de graphes planaires dans un ensemble de points[17],[18],
- et des minorants pour des « epsilon-nets » (en)[19],[20].

## Prix et distinctions
- 1982 : médaille Grünwald de la Société mathématique de Hongrie
- 1990 : prix Ford de la Mathematical Association of America
- 1992 : prix Alfréd-Rényi de l'Académie hongroise des sciences[21],[22].
- 2005 : Erdős Lecturer (en) à l'université hébraïque de Jérusalem.
- 2011 : fellow de l'Association for Computing Machinery pour ses recherches en géométrie algorithmique[23].
- 2014 : membre de l'Academia Europaea[24]
- 2015 : fellow de l'American Mathematical Society « for contributions to discrete and combinatorial geometry and to convexity and combinatorics. »[25]
- 2019 : chaire Bézout, université Paris-Est[26]
- 2019 : Médaille Tibor-Szele

## Publications
En plus de l'édition de recueils de contributions à des colloques ou de Festschrift, Pach a écrit ou coécrit :
- János Pach et Pankaj K. Agarwal, Combinatorial Geometry, John Wiley & Sons, coll. « Wiley-Interscience Series in Discrete Mathematics and Optimization », 1995, 354 p. (ISBN 978-0-471-58890-0).
- (en) János Pach et Micha Sharir, Combinatorial Geometry and Its Algorithmic Applications : The Alcalá Lectures, Providence, R.I., American Mathematical Society, coll. « Mathematical Surveys and Monographs », 2009, 235 p. (ISBN 978-0-8218-4691-9, lire en ligne).